# NLRP1
NLRP1 — цитозольный белок, Nod-подобный рецептор подсемейства NALP. Усиливает активацию прокаспазы 9, опосредованную APAF1 и цитохромом c (апоптосома), и последующий апоптоз. Стимулирует апоптоз за счёт активации прокаспазы 3. Как компонент NLRP1-инфламмасомы активирует провоспалительную каспазы 1 и 5, что приводит к внутриклеточному процессингу и образованию зрелой активной формы и высвобождению интерлейкинов 1 бета и 18. 
Ингибирование именно инфламмасомы NLRP1, но не инфламмасомы NLRP3, ослабляло экспрессию маркеров старения, появление которых зависело от гасдермина D (GSDMD) и цГМФ-АМФ (цГАМФ) синтазы, что даёт обоснование для ингибирования оси воспаления NLRP1-GSDMD для лечения расстройств и болезней, вызванных старением.